# Nadine Broersen
Nadine Martina Broersen (Hoorn, 29 april 1990) is een Nederlandse atlete, die zich heeft toegelegd op de meerkamp. Daarnaast boekt ze op de individuele nummers met name bij het hoogspringen succes. Op dit onderdeel veroverde zij reeds enkele nationale titels en is zij sinds 2013 houdster van het Nederlands record. Op 7 maart 2014 werd zij wereldindoorkampioene op de vijfkamp in het Poolse Sopot. Enkele maanden later won zij een zilveren medaille op de Europese kampioenschappen in Zürich op de zevenkamp. Zij nam tweemaal deel aan de Olympische Spelen, maar veroverde bij die gelegenheden geen medailles.

## Biografie

### Veelzijdige aanleg

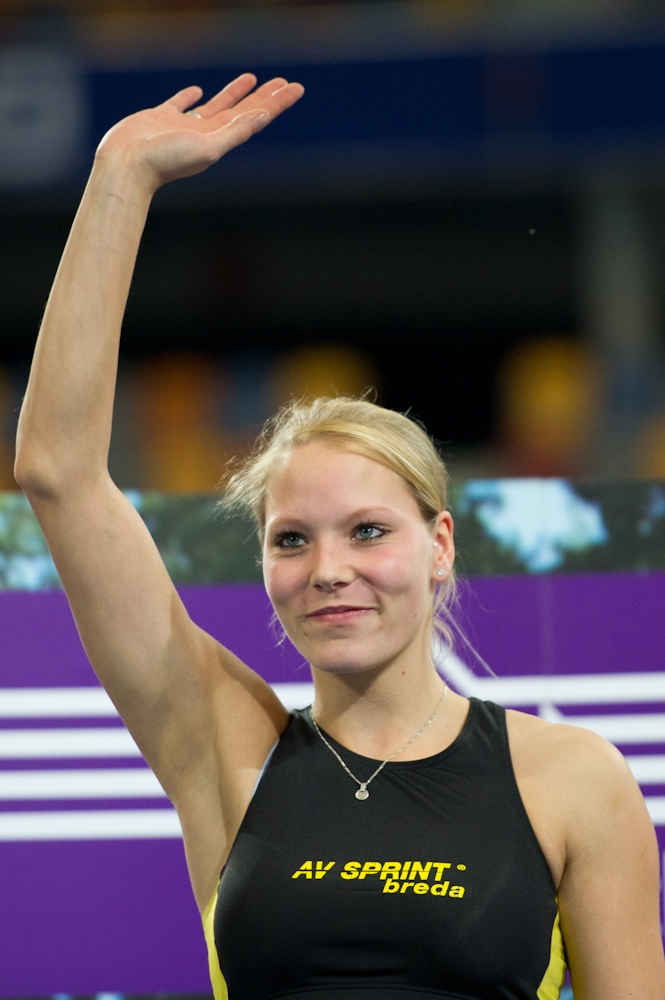
Nadine Broersen na haar overwinning bij de NK indoor meerkamp in 2011.

Nadat het gezin Broersen begin 1997 was verhuisd van het Noord-Hollandse Hoorn naar het Brabantse Dongen, meldde Nadine Broersen zich al in 1999 als negenjarige pupil, op advies van haar onderwijzer, bij de plaatselijke atletiekvereniging Atledo aan. Daar kwam haar veelzijdige aanleg al snel aan het licht. Ze kon eigenlijk met alle atletiekdisciplines goed overweg, inclusief de veld- en stratenlopen die ze eveneens graag liep. Ze won er in haar begintijd verschillende.

### Sportvrouw van het jaar van Dongen op haar 15e
Gaandeweg kwam de aandacht echter steeds meer op de baan te liggen, waar ze haar veelzijdigheid goed ontwikkelde. Reeds als D- en C-junior veroverde ze eremetaal op vele verschillende onderdelen. Ze was nog maar vijftien, toen ze al werd gekozen tot sportvrouw van Dongen en al op haar zestiende barstte haar medaillekast bijkans uit zijn voegen: ze had inmiddels 150 prijzen verzameld.

### Overstap naar AV Sprint
Eind 2006 besefte Broersen dat, wanneer ze zichzelf verder zou willen ontwikkelen in de atletiek, ze over zou moeten stappen naar een andere atletiekvereniging. Atledo had immers geen specialisatietrainers in dienst. Daarom meldde zij zich op 1 januari 2007 aan bij het Bredase Sprint. Ze was nog maar net zeventien, toen ze hetzelfde jaar nog deelnam aan haar eerste NK bij de senioren. Bij het speerwerpen werd ze vijfde.

### Vijfde op EJK
In de twee volgende jaren concentreerde Broersen zich vooral op de jeugdtoernooien, al was zij er op het NK voor senioren bij het speerwerpen opnieuw bij. Bij de junioren veroverde zij nog diverse titels en ander eremetaal en zette zij in 2009 met een vijfde plaats op de zevenkamp tijdens haar eerste grote internationale kampioenschap, de Europese kampioenschappen voor junioren in Novi Sad, de kroon op haar werk als junior.

### Tweemaal hoogspringkampioene in 2010
Dat de overstap naar de senioren in 2010 haar gemakkelijk afging, bewees Broersen reeds in februari, toen ze achter Remona Fransen tweede werd bij de NK indoor meerkamp in Apeldoorn. En toen ze vervolgens zowel binnen als buiten de gouden NK-medailles voor zich opeiste bij het hoogspringen, was de toon gezet. Een nieuw aanstormend talent had zich aangediend. Daarnaast had Broersen ook nog eens een belangrijk aandeel in de promotie van de Nederlandse meerkampsters naar het hoogste niveau van de Europese meerkamp, door bij de Europa Cup landenwedstrijd in Hengelo in juni vijfde te worden, waarbij Remona Fransen zelfs de eindoverwinning pakte. Met haar puntentotaal van 5842 scoorde zij bovendien aanzienlijk hoger dan ooit, aangezien haar PR tot dat moment op 5578 punten had gestaan.

### EK onder 23 in 2011 en prolongatie hoogspringtitel
Het jaar 2011 ging Nadine Broersen uitstekend van start, want bij de verschillende indoor-NK's in februari voegde zij zowel de indoortitel meerkamp als die bij het hoogspringen aan haar palmares toe. Het buitenseizoen stond vervolgens in het teken van Broersens streven om die zomer deel te nemen aan de zevenkamp op de Europese kampioenschappen voor atleten onder 23 jaar (U23) in Ostrava. Daarvoor wilde zij zich reeds begin mei in het Italiaanse Desenzano proberen te kwalificeren. Ter voorbereiding ging zij op trainingsstage in het Spaanse Valencia, waar ook andere Nederlandse en Belgische trainingsgroepen aanwezig waren en waar zij onder goede omstandigheden de basis legde voor het baanseizoen. Het resultaat was dat zij begin mei in Desenzano tot een zevenkampresultaat kwam van 5932 punten, waarmee zij in de eindrangschikking als vierde eindigde en tevens haar PR-score weer aanzienlijk opkrikte. Bovendien was het ruim voldoende voor uitzending naar Ostrava. Vervolgens beperkte zij zich tot deelname aan enkele wedstrijden en tot enkele nummers. De zevenkamp op de EK U23 verliep echter niet zoals Broersen zich die van tevoren had voorgesteld. Na een goede eerste dag liet zij op de tweede dag vooral op een van haar favoriete onderdelen, het speerwerpen, nogal veel punten liggen, mede waardoor zij ten slotte met 5740 punten op een in haar ogen tegenvallende negende plaats eindigde. Twee weken later was zij op de Nederlandse kampioenschappen alweer over de tegenvaller heen, want daar prolongeerde zij met 1,83 m haar titel bij het hoogspringen.

## Kampioenschappen

### Internationale kampioenschappen
| Onderdeel | Titel                 | Jaar |
| --------- | --------------------- | ---- |
| vijfkamp  | wereldindoorkampioene | 2014 |

### Nederlandse kampioenschappen
Outdoor
| Onderdeel    | Jaar             |
| ------------ | ---------------- |
| hoogspringen | 2010, 2011, 2014 |
| speerwerpen  | 2013, 2018       |
| verspringen  | 2015             |
| zevenkamp    | 2023             |

Indoor
| Onderdeel    | Jaar             |
| ------------ | ---------------- |
| hoogspringen | 2011, 2012, 2014 |
| vijfkamp     | 2011, 2021       |

## Persoonlijke records

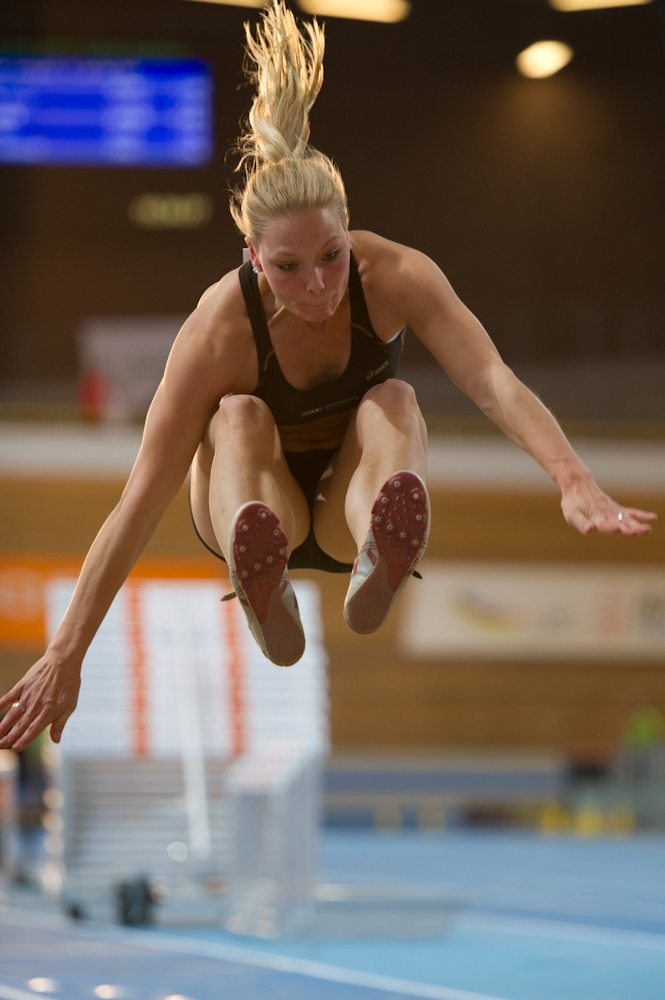
Nadine Broersen tijdens een indoorwedstrijd in Apeldoorn, januari 2011.

Outdoor
| Onderdeel    | Prestatie    | Wind (m/s) | Datum            | Plaats |
| ------------ | ------------ | ---------- | ---------------- | ------ |
| 200 m        | 24,57        | +1,9       | 31 mei 2014      | Götzis |
| 800 m        | 2.11,11      |            | 1 juni 2014      | Götzis |
| 100 m horden | 13,39        | +0,0       | 31 mei 2014      | Götzis |
| hoogspringen | 1,94 (ex-NR) |            | 14 augustus 2014 | Zürich |
| verspringen  | 6,39         | +0,0       | 28 juni 2014     | Breda  |
| kogelstoten  | 15,14        |            | 17 juni 2017     | Leiden |
| speerwerpen  | 54,97        |            | 27 mei 2012      | Götzis |
| zevenkamp    | 6539         |            | 5/6 juli 2014    | Toruń  |

Indoor
| Onderdeel    | Prestatie    | Datum           | Plaats    |
| ------------ | ------------ | --------------- | --------- |
| 800 m        | 2.14,97      | 7 maart 2014    | Sopot     |
| 60 m horden  | 8,31         | 6 maart 2015    | Praag     |
| hoogspringen | 1,93 (ex-NR) | 7 maart 2014    | Sopot     |
| verspringen  | 6,24         | 25 januari 2015 | Apeldoorn |
| kogelstoten  | 14,93        | 26 januari 2014 | Sheffield |
| vijfkamp     | 4830 (NR)    | 7 maart 2014    | Sopot     |

### Opbouw PR meerkamp en potentie op basis van persoonlijk records
In de tabel staat de uitsplitsing van het persoonlijk record op de zevenkamp. In de kolommen ernaast staat ook het potentieel record, met alle persoonlijke records op de losse onderdelen en de bijbehorende punten.
|              | Uitsplitsing PR | Uitsplitsing PR | Uitsplitsing PR |              | Potentieel record | Potentieel record |
| Onderdeel    | Prestatie       | Wind (m/s)      | Punten          | Pers. record | Punten            |                   |
| ------------ | --------------- | --------------- | --------------- | ------------ | ----------------- | ----------------- |
| 100 m horden | 13,57           | -0,2            | 1040            | 13,39        | 1066              |                   |
| hoogspringen | 1,87            |                 | 1067            | 1,94         | 1158              |                   |
| kogelstoten  | 13,89           |                 | 787             | 15,14        | 870               |                   |
| 200 m        | 25,09           | -1,6            | 879             | 24,57        | 927               |                   |
| verspringen  | 6,31            | +0,4            | 946             | 6,39         | 972               |                   |
| speerwerpen  | 51,96           |                 | 898             | 54,97        | 957               |                   |
| 800 m        | 2.12,94         |                 | 922             | 2.11,11      | 948               |                   |
| Puntentotaal |                 |                 | 6539            |              | 6898              |                   |

## Palmares

### 60 m horden
- 2010: 7e NK indoor – 8,81 s
- 2011: 6e NK indoor – 8,69 s
- 2012: 5e NK indoor – 8,67 s
- 2013: 4e NK indoor - 8,38 s
- 2014: 4e NK indoor - 8,38 s

### 100 m horden
- 2010: 4e NK – 14,04 s
- 2012: 5e Flynth Recordwedstrijden te Hoorn - 13,93 s
- 2012:  Gouden Spike - 13,86 s
- 2013:  Ter Specke Bokaal te Lisse - 13,56 s
- 2013:  NK - 13,52 s
- 2014: 4e Ter Specke Bokaal - 13,54 s (+1,8 m/s)
- 2014: 4e NK - 13,66 s (-1,0 m/s)
- 2015: 4e FBK Games - 13,54 s (+1,4 m/s)
- 2015: 5e Gouden Spike - 13,73 s
- 2016:  Gouden Spike - 13,53 s

### hoogspringen
- 2010: 4e NK indoor – 1,75 m
- 2010:  NK – 1,81 m
- 2011:  NK indoor – 1,81 m
- 2011:  NK - 1,83 m
- 2012:  NK indoor - 1,85 m
- 2013:  NK indoor - 1,84 m
- 2013:  Ter Specke Bokaal - 1,89 m (NR)
- 2014:  NK indoor - 1,84 m
- 2014:  NK - 1,91 m (NR)
- 2015:  NK indoor - 1,85 m
- 2017:  NK indoor - 1,76 m
- 2021: 4e Ter Specke Bokaal - 1,73 m

### verspringen
- 2011: 5e Gouden Spike - 5,86 m
- 2012: 6e Gouden Spike - 5,68 m
- 2012: ? Baancircuit te Eindhoven - 6,19 m
- 2015:  NK - 6,24 m (+2,3 m/s)
- 2016:  Gouden Spike - 6,05 m (+0,3 m/s)
- 2017:  NK - 6,22 m (+0,0 m/s)

### kogelstoten
- 2012:  Ter Specke Bokaal - 13,87 m
- 2015: 4e Gouden Spike - 14,65 m
- 2017: 5e Ter Specke Bokaal - 14,35 m
- 2021:  Gouden Spike - 13,89 m

### speerwerpen
- 2007: 5e NK – 43,10 m
- 2008: 7e NK – 41,45 m
- 2012: 4e Flynth Recordwedstrijden - 53,45 m
- 2012:  NK - 50,55 m
- 2013:  NK - 52,52 m
- 2015:  NK - 51,42 m
- 2016:  Ter Specke Bokaal - 51,50 m
- 2016:  NK - 50,45 m
- 2017:  NK - 51,80 m
- 2018:  NK - 54,34 m
- 2019: 6e NK - 48,03 m
- 2021: 6e Ter Specke Bokaal - 44,84 m
- 2021:  NK - 53,53 m

### vijfkamp
- 2010:  NK indoor meerkamp – 3943 p
- 2011:  NK indoor meerkamp – 4207 p
- 2013: 12e EK indoor - 3707 p (na DQ op 800 m)
- 2014:  Meerkamp-indoorinterl. in Sheffield - 4656 p

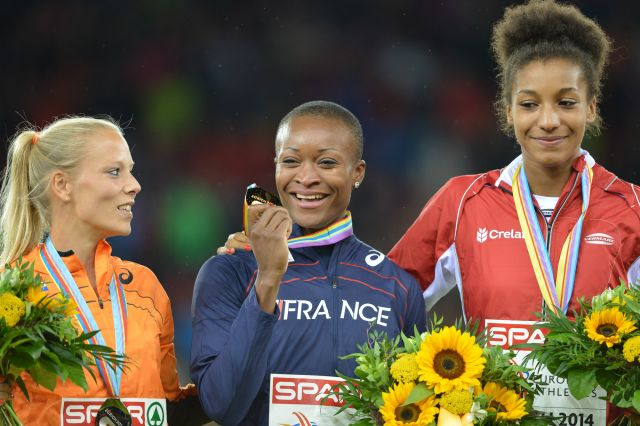
Het podium van de zevenkamp op de EK 2014 in Zürich: Nadine Broersen (zilver), Antoinette Nana Djimou (goud) en Nafissatou Thiam (brons).

- 2014:  WK indoor – 4830 p
- 2017: 5e EK indoor - 4582 p
- 2021:  NK indoor - 4514 p

### zevenkamp
- 2009: 5e EK U20 – 5456 p
- 2010: 5e Europa Cup meerkamp – 5842 p
- 2011: 9e EK U23 te Ostrava – 5740 p
- 2012: 10e Hypomeeting – 6298 p (PR)
- 2012: 12e OS – 6319 p (PR) (na DQ Josypenko)
- 2013:  Hypomeeting – 6345 p (PR)
- 2013: 10e WK – 6224 p
- 2014: 4e Hypomeeting – 6536 p (PR)
- 2014:  EK – 6498 p
- 2014:  IAAF World Combined Events Challenge - 19573 p
- 2015: 4e WK – 6491 p
- 2016: 13e OS – 6300 p
- 2016:  Décastar - 6377 p
- 2017: DNF Hypomeeting
- 2019: 7e Hypomeeting – 6297 p
- 2019: 6e WK - 6392 p
- 2023:  NK - 6047 p